# Иоаким Осоговский
Иоаки́м Осоговский (? — ок. 1110—1115) — православный святой, почитается в лике преподобных. Монах-отшельник живший в пещере на Осоговской горе, один из четырёх Болгарских великих отшельников.

## Житие
Дата и место рождения не известны.
Жил в XI—XII веках, как отшельник. Был неизвестен до случайной встречи с двумя охотниками. Охотники были им благословлены на охоту, которая увенчалась большим уловом.
С конца XI века его жизнь сопровождалась чудесами.
В посмертном видении он открыл, что его кончина наступила «перед великим мраком (то есть затмением) прежде восьми лет». В связи с этим, предположительно, считается, что смерть его наступила в 1115 году.
По другим данным святой умер в 1105 году. Болгарская православная церковь считает днем смерти святого 16 августа 1105 года и в этот день совершает его память.
На месте его подвигов создан Осоговский монастырь, являющийся святыней для болгар и македонцев.